# 広島県道241号筒賀停車場線
広島県道241号筒賀停車場線（ひろしまけんどう241ごう つつがていしゃじょうせん）は、広島県山県郡安芸太田町を通る、かつて存在した一般県道である。

## 概要
JR西日本可部線 田之尻駅（2003年（平成15年）12月1日廃止）と国道191号を結んでいた。

### 路線データ
- 起点：山県郡安芸太田町大字中筒賀（JR西日本可部線 田之尻駅廃線跡、広島県道303号上筒賀筒賀停車場線終点）
- 終点：山県郡安芸太田町大字津浪（国道191号交点）
- 総延長：273 m

## 歴史
- 1969年（昭和44年）
  - 5月30日 - 広島県告示第428号により広島県道74号筒賀停車場線として認定される。
  - 7月1日 - 国鉄可部線加計駅 - 三段峡駅間開業（7月27日）に際して山県郡筒賀村中筒賀（当時）に筒賀駅が設置されることになったことから筒賀駅は田之尻駅に改称する。しかし、路線名称が田之尻停車場線に改称されることはついになかった[注釈 1]。
- 1972年（昭和47年）11月1日 - 県道標識導入に伴う路線番号再編により現行の路線名称に変更される。
- 1987年（昭和62年）4月1日 - 国鉄の分割・民営化により可部線と田之尻駅はJR西日本の管轄下に入る。
- 2003年（平成15年）12月1日 - JR西日本可部線可部駅 - 三段駅峡間廃止により存在意義が消滅する。
- 2004年（平成16年）10月1日 - 山県郡加計町・戸河内町・筒賀村が統合して山県郡安芸太田町が発足したことにより山県郡安芸太田町域のみを通る路線になり、併せて起終点の地名表記が変更される。
- 2008年（平成20年）12月2日 - 広島県の地元紙・中国新聞で存在意義の消滅した本路線と広島県道239号加計停車場線、広島県道303号上筒賀筒賀停車場線の再編が実施されることが報じられる。
- 2009年（平成21年）2月5日 - 広島県告示第119号により廃止され、跡地は広島県道303号上筒賀津浪線と広島県道304号中筒賀下線に再編される[1]。

## 路線状況

### 重複区間
- 広島県道303号上筒賀筒賀停車場線（山県郡安芸太田町大字中筒賀）

### 道路施設

#### 橋梁
- 筒賀橋（太田川、山県郡安芸太田町）

## 地理

### 通過していた自治体
- 山県郡安芸太田町

### 交差していた道路
| 交差する道路                                 | 交差する場所 | 交差する場所 |
| -------------------------------------------- | ------------ | ------------ |
| 広島県道303号上筒賀筒賀停車場線 重複区間起点 | 大字中筒賀   | 起点         |
| 広島県道303号上筒賀筒賀停車場線 重複区間終点 | 大字中筒賀   |              |
| 国道191号 国道433号 重複                     | 大字津浪     | 終点         |

### 沿線
- JR西日本可部線 田之尻駅廃線跡[注釈 2]
- 太田川